# Gregoria
Gregoria is een geslacht van zeeanemonen uit de klasse van de Anthozoa (bloemdieren).

## Soort
- Gregoria fenestrata Gosse, 1860